# アンリ・ゾンゴ
アンリ・ゾンゴ（Henri Zongo、生年月日不詳 - 1989年9月19日）は、ブルキナファソの軍将校および政治家である。独立後のブルキナファソの政変で表舞台に立ち、2度のクーデターに関与して、3度目のクーデター未遂で首謀者として処刑された。
ゾンゴは、トーマス・サンカラ、ジャン＝バティスト・ブカリー・リンガニとブレーズ・コンパオレとともに1983年クーデターを中核として率いて成功させ、サンカラを大統領に就任させた。1983年8月4日に経済振興大臣に任命され、処刑されるまで同職を務めた。また、スポーツ大臣にも任じられ、アフリカに1984年ロサンゼルスオリンピックのボイコットを呼びかけた。
その後、コンパオレとサンカラは対立するようになり、コンパオレはゾンゴとリンガニとともに1987年クーデターを起こしてサンカラを殺害した。コンパオレはゾンゴとリンガニとともに三頭政治を敷き、その筆頭となった。しかし、ゾンゴとリンガニは経済改革についてコンパオレと対立するようになり、政府を転覆させようとしているとして非難された。ゾンゴは、1989年にリンガニおよび軍人2名とともにクーデター企図の容疑で逮捕され、処刑された。